# ۳۵ خرچنگ
۳۵ خرچنگ یک ستاره است که در صورت فلکی خرچنگ قرار دارد.